# Cantus firmus
Na Música, um cantus firmus ("canto fixo", do Latim) era o uso de uma melodia já existente como base temática para um novo arranjo polifônico.
A melodia era tradicionalmente extraída do cantochão pelo compositor, que formava a base sobre a qual se inseriam novas melodias nos organa de todos os motetos do século XIII e no final, cantus firmus se utilizou sem restrição, por convenção, para se referir a música posterior, a partir do século XIV. A melodia original do cantochão era então estendida de modo a formar notas de duração longa e valores iguais. Geralmente era a parte do tenor em que se situava o cantus firmus. Em italiano, cantus firmus tem o significado de canto fermo.
Nota-se que, naqueles tempos, a voz do "tenor" que deu o uso do termo cantus-firmus, não era a mesma voz cantada nas partituras dos tenores dos dias de hoje; mas o cantus-firmus era a voz mais grave da partitura, e que segurava a polifonia da música, se usava como pedal do arranjo, com notas longas e andamentos relativamente lentos; por isto o nome de canto fixo.

## Histórico
As melodias preexistentes estão presentes na maioria das primeiras composições polifônicas, tipicamente um canto gregoriano, embora o termo não fora usado até o Século XIV. As composições polifônicas mais antigas que sobreviveram ate os dias de hoje, no Musica enchiriadis, c.900 d.C., contém o canto (a melodia) na voz superior, enquanto a nova parte arranjada seguia por baixo desta; mas esta polifonia era muito primitiva e ainda limitada. O movimento contrapontual era cheio de regras e muito restrito. Em geral, as vozes andavam em pares, dobrando as oitavas e quintas,e não faziam muitos movimentos radicais por dentro da música. Os contornos eram limitados à polifonia de acordes frequêntemente fechados e de harmonia de duas vozes, e havia muito pouco ornamentação, enquanto uma terceira voz dobrava (repetia) uma das duas harmonias; e, enquanto isto, o tenor fazia o cantochão (a tal melodia preexistente, daqueles tempos, assim falando) com longas notas (notas de longas duração). Contudo, este uso mudou por volta do ano de 1100, dos quais arranjos o cantus firmus tipicamente apareceu na voz mais grave da partitura e deu-se origem então ao nome cantus firmus que aparece no tenor (do verbo, em Latin, tenere, segurar), cantando as notas de longa duração, e da qual em sua volta as outras linhas mais fluídas apareceriam arranjadas, instrumentalmente, ou para vocais. A composição nova era sobre um canto firme, dominando a música do Século XIV e XV, especialmente na música litúrgica.
A partir do século XVI o cantus firmus foi se deixando de ser usado, e começaram a utilizar outras técnicas para compor, como a paródia. A partir de então o cantus firmus foi-se utilizado em ocasiões raras, com exceções de repertórios de coletâneas unidas, como o Prelúdio Coral de Bach, que também utilizou o cantochão para base dos arranjos para órgão solo e grupo coral A cappella; um estilo deliberadamente arcaico da música barroca luterana usando o estilo de Palestrina na música litúrgica. O cantus firmus encontrava-se também nos manuais de contraponto que os estudantes de música estudariam, nos exercícios, adicionando vozes a uma melodia preexistente.
Neste último uso, o cantus firmus aparece no estilo de peças com o mesmo ritmo ao longo do conteúdo melódico preexistente de uma só voz. Um estilo que iniciou com os motetos do Século XIV e início do XV.
No final do Século XIV, o isorritmo cai de uso, e começou-se a surgir o cantus firmus  "nómadas", ou seja, a melodia que apareceria "quebrada", com pequenos trechos em vozes diferentes.E a voz solo não era sempre a mesma, mas a qual carregava consigo a melodia por alguns compassos --- um início bem primitivo da forma de Cânone usada no estilo fugal bem mais tarde. Foi pelo Século XV que a voz do cantus firmus se dividia mais na voz mais aguda de um complemento polifônico, principalmente no uso da música da Inglaterra, nas antífonas e hinos. No início do Século XV iniciou-se também os movimentos individuais das missas.
Provavelmente o arranjo mais usado de melodias de cantus firmus froi  L'homme armé. Existem mais do que 40 arranjos conhecidos, incluindo dois arranjos do compositor renascentista, Josquin Desprez. Josquin escreveu tanto música litúrgica como secular, e em todos estilos relevantes para a época, incluindo: missas, motetos, canções e Frottola.
Com o movimento mais freqüente do uso de cantus firmus na música das missas, os compositores começaram a usar melodias que não eram do mesmo nível da música tradicional litúrgica. Em consequência, começaram a usar pares de movimentos com o mesmo cantus firmus se repetindo durante a Missa. E, por fim, acabaram compondo missa polifônica inteiras baseada em um só cantus firmus e, desta última, deu-se o nome de Missa cíclica. Do Século XV, em diante, o cantus firmus se ampliou consideravelmente.
A princípio, usariam o cantus firmus a nível litúrgico. Agora, surge o hábito de usar um canto secular, ou inventar um canto todo novo. E, por volta do final do Século XV, o cantus firmus não era sempre ditinguível de outras vozes em uma textura polifonia.  Todas as vozes integravam motivos do canto firme. Era comum a troca de voz com a melodia assim como o ritmo do canto era similar com o da linha melódica do acompanhamento.

## Contraponto na música medieval
O uso mais importante da melodia preexistente, depois do Século XVI, foi com a música vocal e organística litúrgica Luterana, baseada na música para órgão. O emprego das melodias dadas para o ensino contrapontista, que continua sendo usado hoje em dia, e segue unido com uma força especial ao nome de Johann Joseph Fux (1660-1741).
Johann Fux foi, de longe, o pedagogo mais famoso a utilizar o termo, e o que o divulgou. Em 1725, ele publicou a obra Gradus ad Parnassum (Passo a Passo em Direção ao Parnaso) um trabalho destinado a ensinar os estudantes como compor, usando o contraponto—especificamente, o estilo contrapontístico conforme praticado por Palestrina no final do século XVI—como a técnica principal. Como base para a simplificada e super-restritiva codificação, Fux descreveu cinco espécies[5]:
- Nota contra nota (duas vozes)--estilo organo primário;
- Duas notas contra uma nota (Uma faz o cantus-firmus, enquanto as duas superiores harmonizam com melodia);
- Quatro notas contra uma  (aumentado para incluir três, ou até seis notas, por outros);
- Notas deslocadas em relação a cada outra (como suspensões e outros notas de ornamentação); e,
- Todas as quatro espécies juntas, como contraponto ornamentado.